# Oliver Böttcher
Oliver „Oli“ Böttcher (* 1971 in Berlin) ist ein deutscher Synchronsprecher, Dialogbuchautor, Dialogregisseur und Hörspielsprecher.

## Leben
Oli Böttcher kam 1971 in Berlin zur Welt und wuchs in Kaarst und Lippstadt auf. 
Von 1986 bis 2007 war Böttcher als Theater- und Filmschauspieler tätig, außerdem arbeitete er fürs Fernsehen.
Von 1997 bis 2001 war er mit der Sängerin und Synchronsprecherin Jennifer Böttcher verheiratet. Seine drei Kinder, Selina Böttcher, Lino Böttcher und Carlotta Pahl, arbeiten ebenfalls als Synchronsprecher.

## Filmografie (Auswahl)
- 1990: Wunderjahre
- 1991: Mit Leib und Seele
- 1992: Ein Mann am Zug
- 1993: 5 Millionen und ein paar Zerquetschte
- 1994: Polizeiruf 110 – Taxi zur Bank
- 1996: Blackjack
- 1996: Zeit des Schweigens
- 1997: Der König von St.Pauli
- 1998: Ein Fall für Zwei
- 1999: Kein Weg zurück
- 2000: Motorradcops
- 2001: Alarm für Cobra 11 – Einsatz für Team 2
- 2002: Kunden und andere Katastrophen
- 2003: Klassentreffen
- 2005: Tatort – Bienzle und der Feuerteufel
- 2005: Die Sturmflut
- 2007: Dornröschen

## Synchronarbeiten (Auswahl)
- 1996–2000: Pretender in verschiedenen Rollen
- 2000–2004: Gingers Welt als Hoodsey  Gridlington
- seit 002005: Feuerwehrmann Sam als Elvis Cridlington
- 2005–2007: McLeods Töchter als Matt Bosnich (Rob Shelton)
- 2009–2013: The Cleveland Show als Federline Jones
- 2010–2015: T.U.F.F. Puppy als Chamäleon
- 2012–2016: Littlest Pet Shop – Tierisch gute Freunde als Russell Ferguson
- 2013–2015: PAW Patrol als Rubble (1. Synchro)
- 2015–2019: Game Shakers – Jetzt geht’s App als Bunny Beasly (Bubba Ganter)
- 2015–2019: Occupied – Die Besatzung als Hans Martin Djupvik (Eldar Skar)
- 2015: Bang Gang – Die Geschichte einer Jugend ohne Tabus als Laetitias Vater (Raphaël Porcheron)
- seit 2016: Willkommen bei den Louds als Mr. Loud
- 2018: Acts of Violence als Brandon MacGregor (Shawn Ashmore)

## Hörspiele
- 1999: Folge 114 TKKG Die Sekte Satans (als Hugo Sellig)
- 2001: Folge 100 Die drei ??? Toteninsel (als Juan)
- 2001: Folge 128 TKKG Die Gehilfen des Terrors (als Malco Miller)
- 2005: Folge 65 Fünf Freunde Und die Schwarze Festung (als Logan)
- 2006: Folge 148 TKKG Fieser Trick beim Finale (als Roland Spieker)
- 2009: Folge 82 Fünf Freunde und der verhängnisvolle Treibsand (als Dr. Connor Fraser)
- 2009: Folge 83 Fünf Freunde Und das Abenteuer Im Hundeschlitten (als Dr. Connor Fraser)
- 2010: Folge 169 TKKG Tatort Dschungel (als Michael Mars)
- 2010: Folge 136 Die drei ??? Und das Versunkene Dorf (als Taucher Carl)
- 2010: Folge 141 Die drei ??? Und Die Fußball-Falle (als Steven)
- 2010: Folge 85 Fünf Freunde Und der Verschwundene Wikingerhelm (als Alec)
- 2010: Folge 88 Fünf Freunde Und das Gespenst von Canterbury (als Schaffner)
- 2012: Folge 158 Die drei ??? Und der Feuergeist (als Maurice Blight)
- 2012: Folge 179 TKKG Abzocke im Online-Chat (als Kommissaranwärter Werner)
- 2013: Folge 182 TKKG Im Bann des Übersinnlichen (als Herr)
- 2014: Folge 167 Die drei ??? Und das Blaue Biest (als Gregory Katil)
- 2014: Folge 187 TKKG Ausspioniert! (als Werner Angler)
- 2014: Folge 170 Die drei ??? Straße des Grauens (als Mike)
- 2015: Folge 192 TKKG Feuer auf Gut Ribbeck (als Philipp Ribbeck)
- 2017: Folge 185 Die drei ??? Und der Mann ohne Augen (als Sanitäter)
- 2018: Folge 204 TKKG Verschwörung auf Hoher See (als Dennis Stoffel)
- 2018: Die drei ??? und der schwarze Tag (als Moderator)
- 2019: Folge 211 TKKG Geiselnahme im Villenviertel (als Konstantin Weiß)
- 2019: Die drei ??? Und das Versunkene Schiff (als Jackson Cooper)
- 2020: Folge 205 Die drei ??? Das rätselhafte Erbe (als Angestellter)
- 2021: Folge 142 Fünf Freunde und der Mysteriöse Dieb (als Kevin)